# Orthotrichia tomentosa
Orthotrichia tomentosa är en nattsländeart som beskrevs av Wells 1990. Orthotrichia tomentosa ingår i släktet Orthotrichia och familjen smånattsländor. Inga underarter finns listade i Catalogue of Life.